# Katzelmacher
Katzelmacher es una película alemana dirigido por Rainer Werner Fassbinder en 1969, basada en su obra homónima. Está dedicada a Marieluise Fleisser y lleva el epígrafe: «Es mejor cometer nuevos errores que incorporar los antiguos a la inconsciencia general».

## Trama
Jorgos, un joven inmigrante griego que alquila una habitación en la casa de Elisabeth en las afueras de Múnich, se encuentra con un pequeño grupo de jóvenes desanimados y ociosos. Rápidamente comienzan a despreciar a Jorgos, quien carece de conocimientos de alemán y cuya atracción y timidez son muy efectivas con las mujeres.

## Ficha técnica
- Título : Katzelmacher
- Dirección: Rainer Werner Fassbinder
- Guion: Rainer Werner Fassbinder
- Producción: Peer Raben
- Música: Peer Raben
- Fotografía: Dietrich Lohmann
- Montaje: Rainer Werner Fassbinder
- País de origen: Alemania
- Formato: blanco y negro - 1.37:1 - mono
- Género: drama, romance
- Duración: 88 minutos
- Fecha de estreno: 1969

## Elenco
- Hanna Schygulla: Marie
- Lilith Ungerer: Helga
- Rudolf Waldemar Brem: Paul
- Elga Sorbas: Rosy
- Doris Mattes : Gunda
- Irm Hermann: Elisabeth
- Peter Moland: Peter
- Rainer Werner Fassbinder : Jorgos
- Hans Hirschmüller: Erich
- Harry Baer: Franz
- Hannes Gromball: Klaus
- Katrin Schaake: la mujer de la carretera

## Anotar
- En alemán, Katzelmacher es un término bávaro despectivo y ofensivo, que se refiere a los trabajadores inmigrantes del sur de Europa.